# Свобода воли в религии
Свобода воли в религии является важной частью взглядов на свободу воли в целом. Религии сильно отличаются в том, как они отвечают на основной аргумент против свободы воли, и таким образом могут давать разный ответ на парадокс свободы воли — утверждению, что всеведение несовместимо со свободой воли.

## Свобода воли в буддизме
В начале XX века известный буддолог Ф. И. Щербатской считал, что в буддизме не признаётся свобода воли какой-либо личности или души вследствие того, что согласно анатмаваде или фундаментальной буддийской доктрине о «не душе», буддизм отрицает существование самой души или личности. Буддизм, отмечал Щербатской, рассматривает жизнь как безличностный всеобщий процесс, который развивается в соответствии с законом причины и следствия (законом кармы). В то же время санскритолог Р. Пишель считал, что Будда был сторонником существования свободы воли и указывал на её существование следующими словами: «Я учу, что есть действие, дело, воля».
В современной буддологии считается, что свобода воли прямо связана с концепцией кармы. Согласно последней концепции, у кармы существуют две части: дайва (судьба) и пуруша-кара («человеческое действие»). Первая часть кармы связана с прошлыми поступками и является частью, которую человек не может изменить. Вторая часть является «свободной инициативой», с помощью которой человек может действовать таким образом, чтобы создать условия для изменения будущего. В качестве предельного проявления пуруша-кары человек может «прекратить действие закона кармы» и достигнуть нирваны.
Буддолог В. Г. Лысенко также отмечает, что свобода воли в традиции может пониматься через следующие утверждения:
1. «Дхармы сознания обладают свойством подавлять и направлять действие других дхарм».
2. При помощи четаны (намерения) осуществляется выбор участи человека, ведущей к «религиозной добродетели» или «омрачениям».

Таким образом, указывает Лысенко, свобода выбора является «объективным» событием, появляющимся вследствие действия прочих внешних и внутренних событий, которые, в свою очередь, не отделены друг от друга, а являются «единством многих дхармических линий».
Историк религии Мирча Элиаде указывал, что наиболее значительным оппонентом для себя Будда называл Маккхали Госалу, главу школы адживиков. Госала являлся абсолютным фаталистом, отрицавшим какую-либо свободу воли, и ставил в основу своего учения утверждение «Старания человека бесполезны», связанное с понятием ньяти («предопределение», «судьба»). Живые существа, согласно Госале, не имеют кармы и должны находиться в мире 8 400 тысяч эонов, после чего смогут обрести освобождение без каких-либо усилий. Будда находил такое учение Госалы «преступным». Фатализм ньяти Будда считал наиболее опасным из всех заблуждений, а самого Госалу критиковал значительно больше, чем любых других духовных учителей того времени.

## Свобода воли в исламе
Проблема свободы воли в исламе с самого появления этой религии была одной из важнейших, вокруг которой велись ожесточенные споры. На первом этапе выдвинулась мутазилитская концепция, достаточно близкая к учению о полной свободе воли кадаритов, вступившая в ожесточенную идеологическую борьбу с доминировавшим учением о предопределении джабаритов. Более мягкую, компромиссную форму концепция свободной воли приняла у ашаритов. Аль-Газали создал доминирующую в настоящее время модель, для которой характерны отказ от следования вышеперечисленным течениям мутакаллимов (теоретиков калама), критика фальсафа, смягчение идеи детерминизма, интеграция в традиционный ислам суфийской модели нравственного совершенствования.
Для религиозной доктрины исмаилитов, друзов и алавитов, по всей видимости, характерна концепция неограниченной свободы воли, отказ от детерминизма и признания самостоятельного существования атрибутов Бога, характерного для доминирующих направлений в исламе.

## Свобода воли в иудаизме
Иосиф Флавий сообщает, что из трёх основных движений в иудаизме поддерживали концепцию свободы воли фарисеи, что, возможно, отражает библейскую традицию свободы выбора: «и выбери жизнь» (Втор. 30:19).
Талмуд поддерживает концепцию свободы воли, например, в высказываниях: «Все в руках Небес, кроме страха небес», «Все предвидено, но воля дана». Последнее высказывание рабби Акивы из Мишны, возможно, формулирует парадокс свободы воли и всепредвидения Творца.
Маймонид делает большой упор на наличие свободы воли и обсуждает парадокс свобода/всепредвидение в своём главном труде Мишне Тора.
Основная масса еврейских писателей придерживаются взгляда Маймонида. Особняком стоит мнение Хасдая Крескаса о том, что свобода воли видна только при взгляде снизу вверх, но не сверху вниз, со стороны Творца. Другое особое мнение у Леви бен Гершома (Ралбаг) — Бог не предвидит всех решений человека, но всегда может направить историю по нужному Ему пути.

## Свобода воли в христианстве
Новая почва для общей постановки и принципиального решения вопроса открывается в христианской идее Богочеловека, где человек находит своё полное и окончательное определение в своём личном единстве с Божеством, как и Божество вполне и окончательно проявляется лишь в своём личном единстве с человеком, причём необходимость перестает быть неволей, а свобода перестает быть произволом. Но так как это совершенное соединение признается действительно данным лишь в одном лице, а для всех прочих оно есть лишь высшая цель стремлений, то главный факт христианской веры выдвигает новый вопрос: как на пути достижения этой высшей цели примиряется фактически остающаяся противоположность между абсолютностью Божьей воли и нравственным самоопределением человека, ещё не соединённого с Божеством? Здесь принцип необходимости выражается в двух новых понятиях — Божественного предопределения и Божественной благодати, и с этим новым, христианским детерминизмом сталкивается прежний принцип свободы воли. Для общего церковного сознания христианства изначала было одинаково важно сохранить в неприкосновенности оба утверждения: что все без изъятия зависит от Бога — и что нечто зависит от человека. Согласование этих положений было всегдашней задачей богословов и христианских философов, вызвавшей множество разных решений и споров, иногда обострявшихся до вероисповедных разделений. Богословы с сильно развитым чувством христианского универсализма, как блаж. Августин в древности или Боссюэт в новые времена, намеренно удерживались от формально-законченных решений вопроса, сознавая их теоретическую недостаточность и практическую опасность. Христианские учители первых веков, как Климент Александрийский или Ориген, не углубляли существенных сторон вопроса, довольствуясь полемикой против суеверий фатализма с помощью эклектических аргументов усвоенной ими александрийской философии; эти писатели, как чистые эллины по способу мышления, если не по чувству, не могли в полной мере оценить той перестановки вопроса, которая вытекала из основного факта христианского откровения. Их философия не покрывала их религиозной веры; но, не отдавая себе ясного отчета в такой неадекватности двух сторон своего миросозерцания, они оставляли их мирно уживаться рядом.
Вопрос о свободе воли возбуждается на Западе в V в. вследствие учения Пелагия и его последователей, которые, исходя из христианской истины, что в судьбе человека участвует он сам своей волей, в дальнейших рассудочных определениях этого участия слишком расширяли область индивидуальной самодеятельности в ущерб действию Божественного начала, логически приходя к отрицанию других основ ортодоксальной христианской веры, а именно таинственной солидарности человечества с грехопадением в Адаме и с искуплением в Христе. Против пелагианского индивидуализма выступил блаж. Августин во имя требований христианской универсальности, которые, впрочем, в своих полемических сочинениях он нередко доводил до ошибочных крайностей детерминизма, несовместимых с нравственной свободой; впоследствии он смягчил и исправил эти ошибки. Августин самым решительным образом признает неотъемлемую естественную свободу человеческой воли, без чего невозможно было бы вменять человеку никакого поступка и произносить никакого нравственного суждения. Он вносит признак свободы в само определение воли, как движения духа, никем не принуждаемого и направленного к сохранению или приобретению чего-либо — лат. voluntas est animi motus, cogente nullo, ad aliquid vel non amittendum, vel adipiscendum. Все единичные и частные предметы воли могут быть сведены к одному всеобщему — благополучию или блаженству (лат. beatitudo). Таким образом, всякой человеческой воле по существу неотъемлемо принадлежит и свобода, в смысле психической самостоятельности самого акта хотения (лат. voluntas igitur nostra nec voluntas esset, nisi esset in nostra potestate: porro, quia est in nostra potestate, libera est nobis), и единство общей окончательной цели (лат. illud est quod beati omnes esse volunt). От этой естественной или психологической свободы, составляющей общую форму воли как такой, Августин отличает свободу по отношению к нравственному содержанию и качеству воли, то есть свобода от греха. Здесь он различает: 1) невозможность грешить, что принадлежит одному Богу и обозначается Августином как libertas maior; 2) возможность не грешить, или свободный выбор между добром и злом — эта libertas minor принадлежала только первозданному человеку до грехопадения, но через волю зла он потерял эту возможность добра (лат. per malum velle perdidit bonum posse); 3) невозможность не грешить, свобода к одному только злу, или, что то же, необходимость зла и невозможность добра — таково действительное состояние после грехопадения человеческой воли, когда она предоставлена самой себе. Таким образом, добро возможно для человека лишь действием Божественного начала, проявляющегося в человеке и через него, но не от него. Такое действие называется благодатью. Уже для того, чтобы человек стал хотеть помощи благодати, нужно, чтобы сама благодать действовала в нём; собственными силами он не может не только делать и исполнять добро, но и желать или искать его. С этой точки зрения Августину предстояла дилемма: или допустить, что благодать действует и в язычниках, или утверждать, что их добродетели суть лишь обманчивая видимость. Он предпочел последнее. Человеческая воля всегда сопротивляется благодати и должна быть ею преодолеваема. Желая согласовать свой взгляд с общепринятым, Августин в некоторых местах своих сочинений как будто допускает, что хотя человеческая воля по необходимости сопротивляется всякому действию благодати, но что от неё зависит больше или меньше сопротивляться; но такое различение степеней не имеет здесь логического смысла, потому что меньшая степень внутреннего сопротивления добру есть уже некоторое действительное добро и, как такое, зависит исключительно от самой благодати. Последовательный августинизм держится в пределах христианского мировоззрения только одной нитью — признанием начальной доисторической свободы выбора у первозданного человека. Эта сверхвременная человеческая воля, в возможности добрая, определяется с началом времени в Адаме как действительно злая и передаётся, в процессе времён, всему его потомству, как необходимо злая. При таком положении понятно, что спасение человека зависит всецело и исключительно от благодати Божией, которая сообщается и действует не по собственным заслугам человека, а даром, по свободному избранию и предопределению со стороны Божества. Но где же в таком случае место для той действительной свободы самоопределения грешного человека к добру и злу, которая одинаково требуется и нашим внутренним сознанием, и нравственной сущностью христианства? Августин принципиально утверждает эту свободу, но отчетливого согласования её с учением о предопределении и благодати не даёт, ограничиваясь совершенно верным, но недостаточным указанием на чрезвычайную трудность задачи, вследствие чего, по его простодушному замечанию, «когда защищаешь свободу воли, то кажется, что отрицаешь благодать Божию, а когда утверждаешь благодать, то кажется, что упраздняешь свободу». Защищая христианское учение о вечном осуждении греховной массы, Августин указывает, что 1) все существует окончательно для славы Божией, которая одинаково осуществляется в торжестве любви Божией спасением и блаженством добрых и в торжестве праведного гнева Божия осуждением и гибелью злых, способствующих, таким образом, и со своей стороны равновесию и гармоническому строю вселенной, и что 2) эта вечная гибель не представляется для самих гибнущих настолько тяжёлым состоянием, чтобы небытие было для них действительно предпочтительным. Эта важнейшая и плодотворнейшая мысль не получает, однако, у Августина достаточного развития.
После него происходят горячие споры между его строгими последователями, слишком склонявшимися к детерминизму, и некоторыми монахами в южной Галлии (преподобные Иоанн Кассиан, Викентий Леринский), отстаивавшими свободу и склонявшимися к умеренному полупелагианству; впрочем, и те, и другие настолько искренно старались о сохранении среднего христианского пути между двумя крайностями, что главные представители обеих спорящих сторон причислены к святым как в западной, так и в восточной церкви. — Позднее, в IX в., крайний августинизм нашёл себе в Германии фанатического приверженца в монахе Готшальке, который учил о безусловном предопределении одних к добру, а других — ко злу, по беспричинному выбору Божьей воли, — за что он и подвергся церковному осуждению. Впоследствии вопрос о свободе воли обсуждался Ансельмом Кентерберийским, в духе Августина и с большей полнотой — Бернардом Клервосским. Последний различает естественное хотение (лат. naturalis appetitus) от вольного согласия (лат. voluntarius consensus), которое есть рассудительное движение (лат. motus rationalis). Только этой сознательной воле принадлежит свобода, которую мы чувствуем в себе хотя бессильной и плененной грехом, однако не утраченной. Человек, имея волю, волен в себе, то есть свободен; имея разум, он сам себе судья; свобода выбора делает нас волящими, милость Божия — благоволящими; отними свободу воли, и не будет спасаемого; отними благодать, и не будет спасающего. Этим прекрасно выражается, но не разъясняется положение дела.
Опыт разъяснения мы находим у Фомы Аквинского; в богословской стороне вопроса он примыкает к Августину, в философской — к Аристотелю. Здесь главная мысль в том, что окончательная цель всех человеческих хотений и действий необходимо одна и та же — благо; но и она, как всякая цель, может достигаться неопределённым множеством разных способов и средств, и только в выборе между ними — свобода человеческой воли. Из такого взгляда логически следует, что свобода воли имеет лишь отрицательное основание — в несовершенстве нашего знания. Сам Фома допускает, что те или другие системы средств, или пути к высшей цели, не могут быть безразличны, и что в каждом данном случае есть лишь один наилучший путь, и если мы его не избираем, то лишь по незнанию; следовательно, при совершенном знании единой абсолютной цели выбор одного наилучшего пути к ней есть дело необходимости. Другими словами, для разумного существа добро необходимо, а зло невозможно, так как предпочтение худшего лучшему, как акт безусловно иррациональный, не допускает никакого объяснения с точки зрения философского интеллектуализма. Поэтому не случайно становится на иную почву другой великий схоласт, Дунс Скот, признававший — за пять веков до Шопенгауэра — абсолютным началом всего волю, а не ум; он утверждает безусловную свободу воли в своей образцовой формуле: ничто, кроме самой воли, не причиняет акта хотения в воле (лат. nihil aliud a voluntate causat actum volendi in voluntate). Крайний детерминизм, осуждённый в IX веке как ересь, впервые появился вновь лишь у начинателей реформации. В XIV веке Виклеф учил, что все наши поступки происходят не по свободной воле, а по чистой необходимости (лат. quicquid fit a nobis, non libero arhitrio, sed mera necessitate fieri). В XVI в., после того как Эразм Роттердамский в защиту свободы воли издал свои трактат «De libero arhitrio Διατριβη, sive collatio» (Баз., 1524), Лютер выступил против него за безусловный детерминизм в трактате «De servo arbitrio» (Роттерд., 1526).
Преподобный Макарий Египетский (300—390 гг.), бывший современником святого Антония Великого, написал немало богословских творений из своего подвижнического опыта, приведшего его к высочайшей мудрости. У преп. Макария обоснования лишены эллинской философической риторики, просты и ясны. В его книге «Семь слов» (в слове 7, «О свободе ума») находим следующее: «Как сопротивная сила, так и благодать Божия оказываются побуждающими, а не приневоливающими, чтобы вполне сохранились в нас свобода и произвол. Посему-то и за те худые дела, какие человек делает по наущению сатаны, не сатана более, но человек подвергается наказанию; потому что человек не насильно вовлечен в порок, но побужден к нему собственною своею волею. А подобно сему и в добром деле, благодать не себе приписывает сделанное, но человеку, и потому, присвояет ему славу, что сам для себя стал он виновником доброго. Ибо благодать не делает волю его непременною, связав, как сказано, приневоливающею силою: но, пребывая в человеке, она дает место и произволу, чтобы явным сделалось, склонна ли его воля к добродетели, или к пороку. Ибо закон дан не естеству, но свободе произволения, которая может преклоняться и на доброе, и на худое.». Из чего наблюдается союзническое слияние действий человека и Бога, где со стороны человека свободная воля заключена и проявлена в осознанном признании нужды в благодати Божьей и испрашиванию Божьей благодати, а со стороны Бога — исхождение Его благодати. Здесь уж нет места оправдательным рассуждениям о безысходности немощи естества человека в состоянии по падению Адамовом, а акцент на даре от Бога свободной воли, имеющейся в распоряжении человека и являющейся инструментом для возможного, по выбору осознанному самого человека, примирительного союза с Богом.

### Свобода воли у Лютера
По Лютеру, Свобода воли есть вымысел (figmentum) или пустое название без действительного предмета (лат. titulus sine re). «Бог ничего не предузнает случайным образом, но все неизменной, вечной и безошибочной волей предусматривает, предустановляет и исполняет. Этой молнией (лат. hoc fulmine) повергается и совершенно стирается свобода воли. Отсюда непреложно следует: все, что мы делаем, все, что происходит, хотя и кажется нам случайным и отменимым, воистину, однако, совершается необходимо и неизменно, если смотреть на волю Божию». Этим не упраздняется воля, потому что абсолютная необходимость не есть то же, что внешнее принуждение.
Мы сами, непринужденно, хотим и действуем, но по определению высшей, абсолютной необходимости. Мы бежим сами, но лишь туда, куда правит наш всадник — или Бог, или дьявол. Предписания и увещания закона, гражданского и нравственного, доказывают, по Лютеру, то, что мы должны, а никак не то, что мы можем делать. Наконец, Лютер доходит до утверждения, что Бог производит в нас как добро, так и зло: как Он нас спасает без нашей заслуги, так и осуждает без нашей вины. — Таким же детерминистом выступает и Кальвин, утверждающий, что «воля Божия есть необходимость вещей». Бог Сам действует в нас, когда мы делаем добро, и через орудие своё, сатану, когда мы делаем зло. Человек грешит по необходимости, но грех не есть для него что-нибудь внешнее, а сама его воля. Такая воля есть нечто косное и страдательное, что Бог гнет и ворочает, как Ему угодно. Это учение обоих глав протестантства о полной пассивности человеческой воли, будто бы не оказывающей совсем никакого содействия возбуждениям Божьей благодати, и о том, что свобода воли после грехопадения Адама есть пустое имя или «вымысел сатаны», было осуждено с католической стороны 4-м и 5-м канонами Триентского собора. Главная оппозиция протестантскому детерминизму вышла из основанного для борьбы с реформацией ордена иезуитов. К нему принадлежал Молина (которого не следует смешивать с Молиносом; см. ниже), автор трактата: «Liberi arbitrii cum gratiae donis concordia» (Лиссабон, 1588). Его теория, за которой осталось название молинизма, зиждется на различении трёх родов всеведения Божия.
1. Бог чисто мысленным образом знает все логически возможное, хотя бы оно никогда не было и не имело быть;
2. чистым видением Он усматривает все, что есть, было и будет, и
3. кроме этих двух общепризнанных способов есть ещё нечто среднее (лат. scientia media), в случаях, когда предвидится нечто не только возможное вообще, но необходимо имеющее произойти, если будет исполнено определённое ближайшее условие.

В пояснение Молина приводит из книги Царств рассказ о царе, вопрошавшем через первосвященническое прорицалище, возьмёт ли он неприятельскую крепость? Ответ был получен такой: возьмёт, если пойдёт на приступ немедленно. Он не пошёл, и крепость осталась не взятой. Ясно, что условное будущее этого прорицания (возьмёт) при исполнении условия (если пойдёт) было бы необходимо, а при неисполнении становилось невозможным; следовательно, ни в каком случае его познание не имеет своим предметом простую возможность, а нечто или большее, или меньшее её.
Ближайшее же или последнее условие исполнения или неисполнения того, что Бог познаёт этим средним знанием, есть то или другое самоопределение человеческой воли, которое происходит ни потому, чтобы Бог его предузнал как необходимое, а происходит свободно и предузнаётся Богом как такое: лат. liberum arbitrium creatum non ideo efficiet hoc, vel illud, quia Deus praescivit, sed ideo Deus praescivit quia ita libere erat futurum. Для лучшего, чем в молинизме, соглашения этого взгляда с христианским учением о благодати Суарес, в своём соч. «De Divina Gratia» (Лион, 1620), придумывает теорию конгруизма, согласно которой Бог, предвидя «средним знанием» все будущие поступки всех существ, сообщает свою действенную благодать (лат. gratia efficiens) лишь в тех случаях, когда её действие может происходить без уничтожения свободной человеческой воли. Это учение иезуитов, направленное против лютеран и кальвинистов, вызвало в самой католической церкви противодействие со стороны томистов и августинцев, стоявших за умеренный детерминизм. По мнению томистов, человеческая свобода существует, но лишь в прямой и полной зависимости от благодатной воли Божией: мы свободны, когда и поскольку Бог хочет, чтобы мы были свободны. Августиниане поясняют это так, что действенная благодать Божия даром сообщает избранным такое высокое наслаждение в добре, что оно становится для них неодолимо привлекательным, делая их согласие на Божью волю совершенно необходимым, что не уничтожает, однако, свободы, так как разумная воля все-таки обсуждает и совещается в себе, решиться ли ей на согласие или на противодействие; но так как её решение уже предопределено действенной и достаточной (sufficiens) благодатью, то свобода в собственном смысле здесь не может быть, а возможна лишь отчетливая сознательность хотения и действий. Спорящие стороны обвиняли одна другую в ереси; дело дошло до Ватикана, где, после долгого и сложного разбирательства относящихся сюда вопросов (под общим обозначением De auxiliis gratiae), было решено, что воззрения различных школ и орденов в католической церкви на свободу воли и благодать допустимы как необязательные теологические мнения, с предписанием воздерживаться от взаимных нападений и обвинений. Допуская детерминизм томистов, церковная власть иначе отнеслась к более решительному выражению этого взгляда в книге епископа Янсена: «Augustinus». Здесь утверждается, что после грехопадения человек лишён всякой свободы выбора между добром и злом и вовсе не может сопротивляться злой похоти (лат. concupiscentia). Все, чего хочет или что делает павший человек, есть по необходимости один грех; мы свободны выбирать только между различными видами греха, но степень греховности всегда одна и та же для всех людей во всем, что они делают от себя. Единственный и всецелый источник добра для человека есть благодать Божия, необоримая для человека. В этом пункте различие Янсена от Лютера и Кальвина заключается лишь в выражении: он говорит: «Никогда не борется» там, где они говорят: «Не может бороться». Несколько тезисов, извлеченных в Риме из книги Янсена, были осуждены церковью как еретические и автору предъявлено было требование отказаться от них. В это время он умер, а его ученики, во главе которых стал Арно, образовали особую школу (см. Янсенизм) и вызвали сильные смуты, волновавшие католическую церковь Франции в XVII и XVIII вв. Своё церковное положение янсенисты защищали утверждением, что признанные ересью тезисы из «Augustinus» не находились в этом сочинении в том смысле, в каком они осуждены, так что церковная власть погрешила если не относительно догмата, то относительно факта. Защитником янсенистов выступил знаменитый Блез Паскаль.
Кроме этого раскола внутреннюю связь с вопросом о свободе воли имела и другая церковная смута, волновавшая Францию в конце XVII и начале XVIII вв. — спор о квиетизме. Испанский мистик Молинос в своём «Духовном Путеводителе» излагал учение о внутренней или духовной молитве, выражающей высшую, совершенную степень христианского настроения. Она состоит в полной пассивности человеческой души, во всецелом отдании себя в руки Божии или в окончательном уничтожении человеческой воли. Такое совершенство исключает всякие акты этой воли, хотя бы направленные к вечному благу или к единению с Богом. Раз приобретенное полной отдачей себя Богу и полным отказом от всякой своей воли, совершенство души уже ничего не требует для своего сохранения и ни в каком случае не теряется. На этой высшей степени душа не должна ни усиленно способствовать или содействовать Божьей благодати, ни усиленно бороться с искушениями похоти; её совершенство хотя бы человек вовсе не думал о Боге и вечной жизни, хотя бы он грешил и спал нравственно и физически, непрерывно сохраняется в высшей части души, нераздельно соединённой с Богом, тогда как низшая, совершенно обособленная, предается вполне всем движениям похоти. Взгляды Молиноса были общедоступно изложены в книге известной мистической писательницы Жанны Гюйон: «Moyen court et très facile pour l’oraison». Главным защитником квиетизма был Фенелон, особенно в своих «Explications des maximes des saints», a главным противником — Боссюэт, который, кроме множества полемических сочинений, действовал и практически — своим влиянием в Риме для церковного осуждения квиетизма, чего и достиг. Фенелон был принужден к ретрактации. Боссюэту принадлежит также и общее исследование о свободе воли — «Traité du libre arbitre», где главная мысль та, что две противоположные истины — свобода воли и всемогущества Божией благодати — имеют самостоятельные основания, настолько твёрдые, что если бы даже нам и не удалось понять возможность их соединения, то это не давало бы нам права жертвовать одной из них: мы должны крепко держать оба конца связывающей их цепи, хотя бы середина её ускользала из наших рук или от нашего взгляда. — В то время как вопрос о свободе воли был предметом горячих споров между различными направлениями католической теологии, причём новые, оппозиционные движения (янсенизм, квиетизм) приближались к детерминизму протестантской мистики и догматики, в самом протестантстве произошла в XVII в. резкая реакция против этого детерминизма, причём теологическая партия арминиан (в Голландии) открыто вернулась к принципам древнего пелагианства. Против них вооружились сторонники Кальвинова религиозного фатализма — гомариты, и раздор этих двух партий вышел за пределы богословской полемики. С XVIII века большинство протестантских богословов уже не считает для себя обязательными по этому предмету взгляды первых реформаторов, и servum arbitrium перестает быть догматом.